# Panthera tigris tigris
Panthera tigris tigris — подвид тигра, населяющий Азию. Отдельно рассматривают следующие популяции Panthera tigris tigris, ранее считавшиеся отдельными подвидами:
- Амурский тигр (лат. Panthera tigris altaica) — населяет Северо-восточную Азию, от Восточной Сибири до Северо-восточного Китая[2], и, возможно, Северную Корею[3]
- Бенгальский тигр (лат. Panthera tigris bengalensis) — встречается на Индийском субконтиненте, в Индии, Непале, Бутане, и Бангладеш[4]
- Южно-китайский тигр (лат. Panthera tigris amoyensis) — встречается в южном Китае[5]
- Индокитайский тигр (лат. Panthera tigris corbetti) — населяет Индокитай[6], кроме Малайского полуострова
- Малайский тигр (лат. Panthera tigris jacksoni) — населяет Малайский полуостров[1]
- † Каспийский тигр (лат. Panthera tigris virgata) — населял западную и центральную Азию[2]